# Бужореанка (Дамбовица)
Бужореанка (рум. Bujoreanca) насеље је у Румунији у округу Дамбовица у општини Корнешти. Oпштина се налази на надморској висини од 130 m.

## Становништво
Према подацима из 2002. године у насељу је живело 614 становника, од којих су сви румунске националности.